# Telodorcus australicus
Telodorcus australicus es una especie de coleóptero de la familia Lucanidae.

## Distribución geográfica
Habita en Australia.